# Carex lativena
Carex lativena là một loài thực vật có hoa trong họ Cói. Loài này được S.D.Jones & G.D.Jones mô tả khoa học đầu tiên năm 1993.